# Bert van 't Klooster
Albertus Johannes (Bert) van 't Klooster (Amsterdam, 8 november 1924 – 3 mei 1994) was een Nederlands econoom, accountant en hoogleraar aan de Rijksuniversiteit Groningen.

## Leven en werk
Van 't Klooster studeerde economie aan de Universiteit van Amsterdam en was enige jaren werkzaam als accountant. 
In 1968 werd hij aangesteld als buitengewoon hoogleraar Administratieve organisatie aan de Rijksuniversiteit Groningen. Vanaf 1970 was hij tevens directeur van het Nederlands Opleidingsinstituut Voor Informatica (NOVI). In 1984 ging hij met emeritaat.

## Publicaties
- A.J. van 't Klooster en Jan Willem van Belkum. Administratieve automatisering en controle. Alphen aan den Rijn : Samsom Uitgeverij, 1964
- A.J. van 't Klooster. Administratieve organisatie, organisatie, en bestuurlijke informatiesystemen. Inaugurele rede Rijksuniversiteit Groningen, 1969.
- A.J. van 't Klooster & J.A.M. Oonincx. Leerboek informatie systemen. Met Alphen aan den Rijn : Samsom, 1978.
- A.J. van 't Klooster (red.). Polyeconomisch zakboekje.  Arnhem : Koninklijke PBNA, 1980.
- A.J. van 't Klooster. Opzet en organisatie van systemen voor automatische informatieverzorging. Alphen aan den Rijn : Samsom, 1982.
- A.J. van 't Klooster, P.G. Bosch, Wim Hartman en J.A.M. Oonincx. Handboek informatieverzorging. Redactie met . Alphen aan den Rijn : Samsom Uitgeverij, 1984.
- A.J. van 't Klooster. Ontwikkelingen in de informatiebehoeften en de gegevensverwerking. Met bijdr. van Willem Albeda. Alphen aan den Rijn : Samsom, 1984.
- A.J. van 't Klooster, A. Bosman, J.A.M. Oonincx en Henk G. Sol (red). Ontwikkelingen rond informatiesystemen : opstellenbundel aangeboden aan prof. A.J. van 't Klooster bij zijn afscheid als buitengewoon hoogleraar in de administratieve organisatie aan de Faculteit der Economische Wetenschappen van de Rijksuniversiteit te Groningen op 10 april 1984.  Alphen aan den Rijn : Samsom, 1984.

- International Standard Name Identifier: 0000 0000 3466 8923
- Library of Congress Control Number: n85228487
- Nederlandse Thesaurus van Auteursnamen: 067481744
- Virtual International Authority File: 3918006
- WorldCat: E39PBJfGRHPY937QjdGbjVB3wC